# Canal+ 360
 (novembre 2017).
Si vous disposez d'ouvrages ou d'articles de référence ou si vous connaissez des sites web de qualité traitant du thème abordé ici, merci de compléter l'article en donnant les références utiles à sa vérifiabilité et en les liant à la section « Notes et références ».
Canal+ 360 est une chaîne de télévision polonaise du groupe NC+, elle n'est pas l'équivalent de la chaîne française Canal+ Sport 360, bien que diffusant du sport, elle diffuse aussi des séries et des documentaires, ce que ne fait pas Canal+ Sport 360.

## Logos

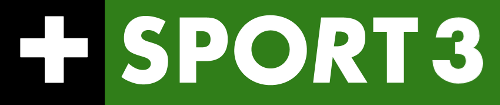
Logo de Canal+ Sport 3 du 13 mars 2010 au 11 septembre 2010
Logo de Canal+ Gol du 11 septembre 2010 au 30 juillet 2011
Logo de Canal+ Weekend du 30 juillet 2011 au 5 avril 2013
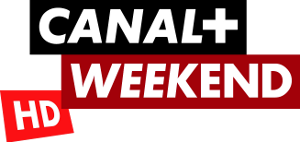
Logo de Canal+ Weekend HD
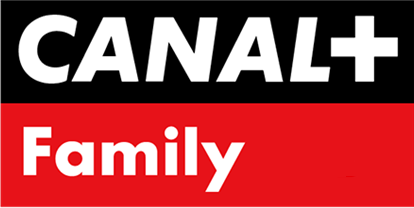
Logo de Canal+ Family du 5 avril 2013 à 2015
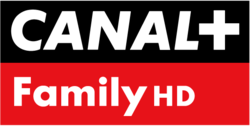
Logo de Canal+ Family HD du 5 avril 2013 à 2015
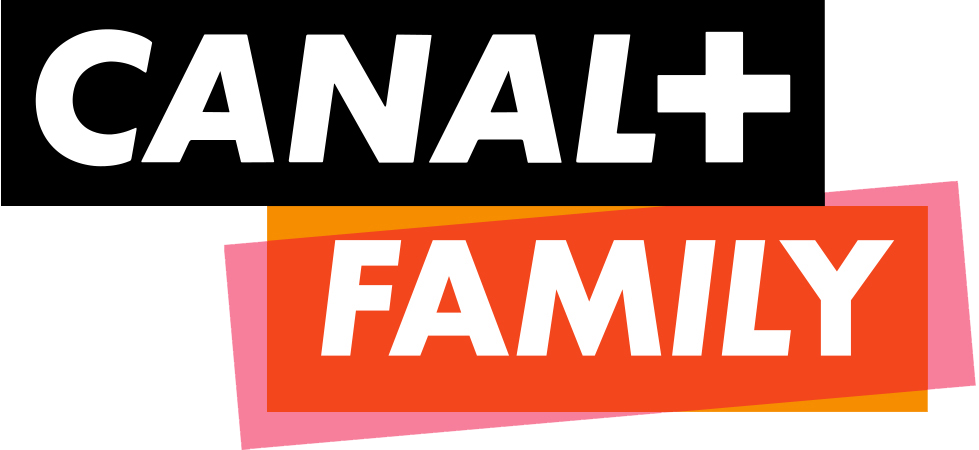
Logo de Canal+ Family de 2015 à 2024
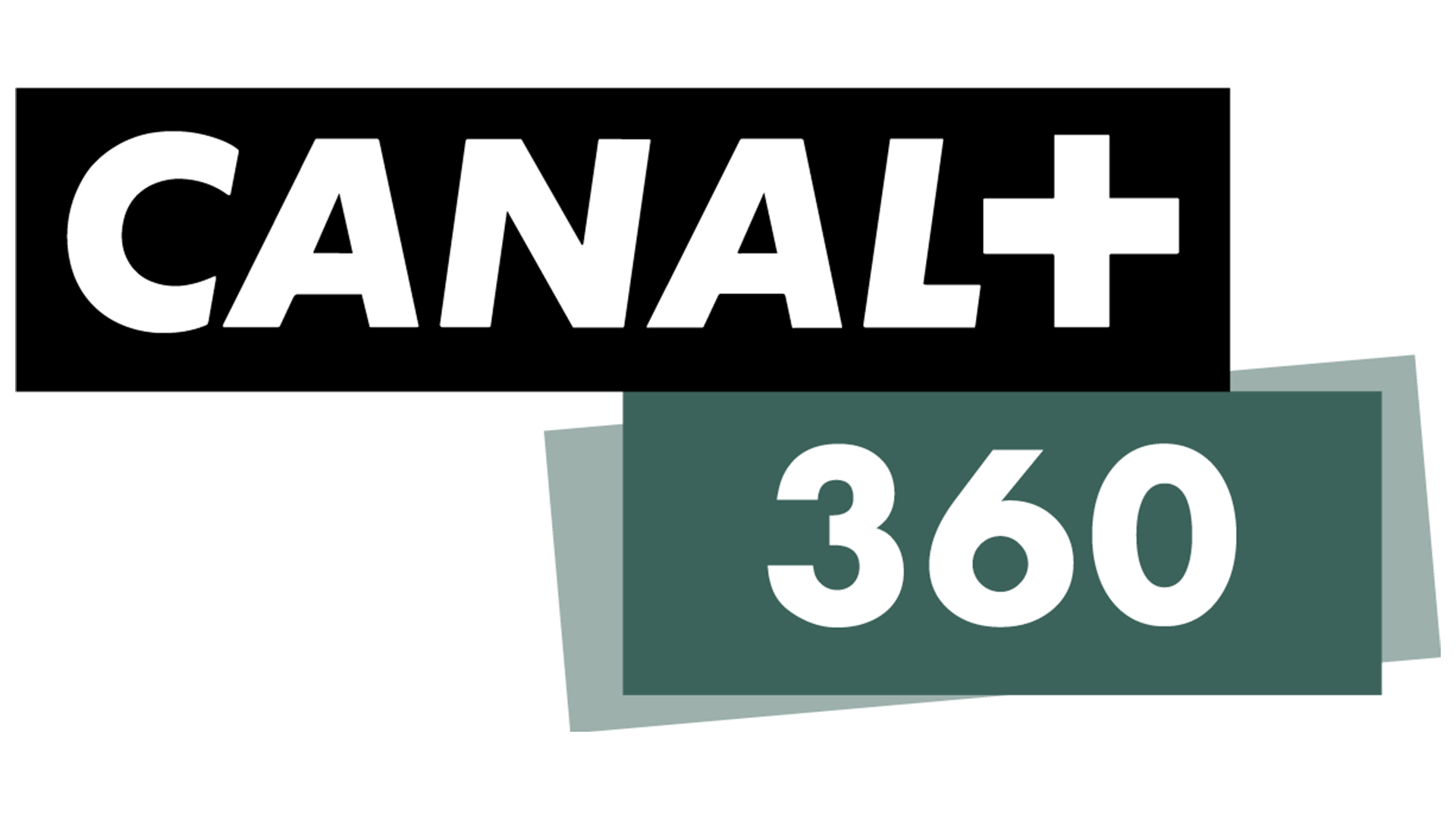
Logo actuel